# Kursîkî, Radîvîliv
Kursîkî (în ucraineană Курсики) este un sat în comuna Berezînî din raionul Radîvîliv, regiunea Rivne, Ucraina.

## Demografie
Componența lingvistică a localității Kursîkî
     Ucraineană (99,08%)
     Alte limbi (0,92%)
Conform recensământului din 2001, majoritatea populației localității Kursîkî era vorbitoare de ucraineană (99,08%), existând în minoritate și vorbitori de alte limbi.